# Проспект Ауэзова (Атырау)
Проспект Мухтара Ауэзова (каз. Мұхтар Әуезов даңғылы) — главная улица исторического района Жилой городок нефтяников в центральной части казахстанского города Атырау.
Архитектурный ансамбль, расположенный вдоль северо-западной трети проспекта, имеет статус памятника истории и культуры республиканского значения. Основную часть застройки проспекта составляют малоэтажные жилые дома особых проектов архитекторов Александра Арефьева и Сергея Васильковского.

## География
Проспект начинается от перекрёстка улиц Гумарова и Саургалиева у Дома культуры имени Курмангазы и идёт с северо-запада на юго-восток через всю территорию Жилгородка по его центральной оси, пересекая улицы Волгоградскую, Одесскую, Севастопольскую, Однасынова и Бимаганова. За улицей Шамина проспект сворачивает на юг, после чего пересекает улицы Муканова, Манаш, Молдагалиева и Тастобе и проспект Азаттык. Заканчивается пересечением с проспектом Кабдолова у здания пожарной станции в промзоне.

## История
В первые годы существования Жилого городка нефтяников его главная улица — нынешний проспект Ауэзова — носила имя Иосифа Сталина, а ныне безымянная площадь в его начале называлась площадью Победы. Точная дата переименования проспекта в честь советского казахского писателя, драматурга и учёного Мухтара Ауэзова неизвестна.

## Транспорт
На проспекте Ауэзова расположены три остановки городского общественного транспорта: «Жилгородок», «Школа» и «Маслопром». Действуют автобусные маршруты №№ 1, 2, 30, 30а.